# Saussey (Manche)
Saussey település Franciaországban, Manche megyében. Lakosainak száma 458 fő (2022. január 1.). Saussey Saint-Pierre-de-Coutances, Nicorps, Orval-sur-Sienne, Ouville, Saint-Denis-le-Vêtu és Quettreville-sur-Sienne községekkel határos.

## Népesség
A település népessége az elmúlt években az alábbi módon változott:
| Lakosok száma | 375  | 427  | 507  | 504  | 494  | 478  | 467  | 462  | 459  | 458  |
|               | 1968 | 1982 | 1990 | 2006 | 2013 | 2015 | 2017 | 2019 | 2020 | 2022 |